# Озеас
Озеас Рейс дос Сантус (порт. Oséas Reis dos Santos, нар. 14 травня 1971, Салвадор, Бразилія) — бразильський футболіст, що виступав на позиції нападника.
Виступав, зокрема, за клуби «Атлетіку Паранаенсе», «Палмейрас» та «Крузейру», а також національну збірну Бразилії.
Дворазовий володар Кубка Бразилії, володар Кубка Лібертадорес. 

## Клубна кар'єра
У дорослому футболі дебютував 1990 року виступами за команду клубу «Галісія», в якій провів два сезони. 
Згодом з 1993 по 1995 рік грав у складі команд клубів «Понтеведра» та «Уберландія».
Своєю грою за останню команду привернув увагу представників тренерського штабу клубу «Атлетіку Паранаенсе», до складу якого приєднався 1995 року. Відіграв за команду з Куритиби наступні два сезони своєї ігрової кар'єри.
1997 року уклав контракт з клубом «Палмейрас», у складі якого провів наступні два роки своєї кар'єри гравця. Більшість часу, проведеного у складі «Палмейраса», був основним гравцем атакувальної ланки команди. У складі «Палмейраса» був одним з головних бомбардирів команди, маючи середню результативність на рівні 0,39 голу за гру першості. За цей час виборов титул володаря Кубка Бразилії, ставав володарем Кубка Лібертадорес.
2000 року захищав кольори команди клубу «Сантус».
З 2000 року два сезони захищав кольори команди клубу «Крузейру». Граючи у складі «Крузейру» також здебільшого виходив на поле в основному складі команди. В новому клубі був серед найкращих голеодорів, відзначаючись забитим голом в середньому щонайменше у кожній третій грі чемпіонату.
Протягом 2002—2004 років захищав кольори клубів «Віссел» (Кобе), «Інтернасьйонал» та «Альбірекс Ніїгата».
Завершив кар'єру в клубі «Бразильєнсе», у складу якого виступав 2005 року.

## Виступи за збірну
1996 року дебютував в офіційних матчах у складі національної збірної Бразилії.

## Титули і досягнення
- Володар Кубка Бразилії (2):

«Палмейрас»: 1998
«Крузейру»:  2000
- Володар Кубка Лібертадорес (1):

«Палмейрас»: 1999